# بی کیو-123

بی کیو-123 (انگلیسی: BQ-۱۲۳) نوعی ترکیب شیمیایی با 31 اتم کربن است.